# Liczba plastikowa
Liczba plastikowa – liczba niewymierna będąca jedynym rzeczywistym rozwiązaniem równania {\displaystyle x^{3}-x-1=0}. Jej własności badali na początku XX w. Francuz Gérard Cordonnier oraz holenderski architekt i mnich Hans van der Laan.

## Własności
Jest równa:
{\displaystyle P={\frac {{\sqrt[{3}]{108+12{\sqrt {69}}}}+{\sqrt[{3}]{108-12{\sqrt {69}}}}}{6}}=1{,}3247\dots ,}
co odpowiada ułamkowi łańcuchowemu:
{\displaystyle P=1+{\cfrac {1}{3+{\cfrac {1}{12+{\cfrac {1}{1+\ddots }}}}}}}

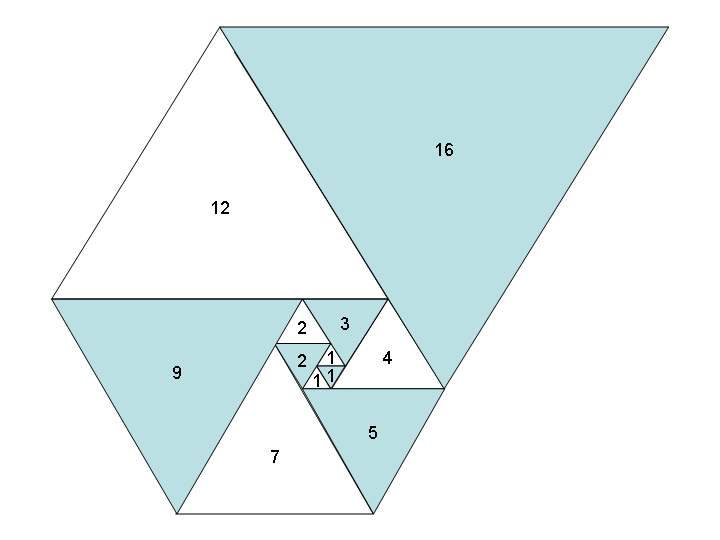
Długości boków trójkątów równobocznych równe są kolejnym wyrazom ciągu Padovana

oraz zagnieżdżonemu pierwiastkowi:
{\displaystyle P={\sqrt[{3}]{1+{\sqrt[{3}]{1+{\sqrt[{3}]{1+\dots }}}}}}.}
Liczba plastikowa jest granicą ciągu ilorazów kolejnych wyrazów ciągu Padovana, definiowanego następująco:
{\displaystyle \left\{{\begin{array}{l}P_{0}=P_{1}=P_{2}=1\\P_{n}=P_{n-2}+P_{n-3}\end{array}}\right.,}
mianowicie
{\displaystyle \lim \limits _{n\rightarrow \infty }{\frac {P_{n}}{P_{n-1}}}=1{,}3247\dots ,}
natomiast początkowe wyrazy ciągu Padovana to: 1, 1, 1, 2, 2, 3, 4, 5, 7, 9, 12....